# Piers Bohl
Piers Bohl (* 11. Oktoberjul. / 23. Oktober 1865greg. in Walk; † 25. Dezember 1921 in Riga) war ein livländischer Mathematiker, der  sich mit fastperiodischen Funktionen, Himmelsmechanik und Differentialgleichungen beschäftigte.

## Leben
Piers Bohl wurde als Sohn eines deutsch-baltischen Kaufmanns in Walk geboren und ging in Fellin auf das livländische ritterschaftliche Landesgymnasium. Ab 1884 studierte er Mathematik an der Kaiserlichen Universität Dorpat, dies unter anderem bei dem Astronomen Anders Lindstedt. Dort erhielt er 1886 eine Goldmedaille für seine Arbeit Theorie und Anwendung der Invarianten linearer Differentialgleichungen und machte 1887 seinen Kandidaten-Abschluss. Danach arbeitete er als Lehrer. 1893 promovierte er in Dorpat (Magisterdissertation: Über die Darstellung von Funktionen einer Variabeln durch trigonometrische Reihen mit mehreren einer Variabeln proportionalen Argumenten) und lehrte ab 1895 am Baltischen Polytechnikum in Riga, damals unter russischer Herrschaft (er unterrichtete auch in Russisch). 1900 habilitierte er sich in Dorpat bei Adolf Kneser (Doktordissertation: Über einige in der Mechanik anwendbare Differentialgleichungen allgemeinen Charakters) und wurde Professor in Riga. Während des Ersten Weltkriegs war die Universität nach Moskau evakuiert, wo Bohl drei für ihn zermürbende Jahre verbrachte. In der kurzen Zeit der Unabhängigkeit Lettlands kehrte Bohl 1919 nach Riga an die Universität zurück, starb aber zwei Jahre später an einem Schlaganfall.
Bohl untersuchte als erster (in seiner Magister-Dissertation von 1893) quasiperiodische Funktionen, die 1903 vom französischen Astronomen Ernest Esclangon wiederentdeckt wurden (von ihm stammt auch der Name) und später ausführlich von Harald Bohr untersucht wurden, verallgemeinert zu fastperiodischen Funktionen. Bohl untersuchte diese in Zusammenhang mit himmelsmechanischen Problemen (Störungstheorie). Bohl untersuchte auch in seiner Dissertation Differentialgleichungen mechanischer Systeme um ihre Gleichgewichtspunkte mit topologischen Methoden (in Anschluss an Henri Poincaré und Adolf Kneser) und  bewies dabei 1904 eine Form von Brouwers Fixpunktsatz  für die stetige Abbildung der Sphäre auf sich (sieben Jahre vor der Arbeit von Luitzen Egbertus Jan Brouwer von 1911). Der Satz von Poincaré-Bohl ist hier nach ihm und Henri Poincaré benannt. Er führte auch frühe Untersuchungen zur Gleichverteilung von Zahlen mod 1 im Sinn der späteren Arbeit von Hermann Weyl durch, ebenfalls im Zusammenhang mit der Himmelsmechanik.
Bohl war auch ein starker Schachspieler, der mit dem baltischen Schachmeister Karl Behting für Riga gegen andere europäische Schachvereine (wie die von Berlin, Moskau und Stockholm) antrat. Beim Jubiläumsturnier Riga 1901 belegte er hinter Bething den 2. Platz. Für seine glänzende Kombination in der Partie gegen von Ehlert erhielt er zudem den Schönheitspreis. Bohl entwickelte die „Rigaer Variante“ der spanischen Eröffnung.
Bohl heiratete nie.

## Schriften
- Über die Bewegung eines mechanischen Systems in der Nähe seiner Gleichgewichtslage. In: Journal für die reine und angewandte Mathematik, Band 127 (1904), S. 179–276 (Vorwegnahme von Brouwers Fixpunktsatz).